# Ад-Давод, Салих
Салих Ибрагим ад-Давод (араб. صالح الداوود‎; род. 24 сентября 1968, Эр-Рияд) — саудовский футболист, игравший на позиции защитника.
Выступал за клубы «Аш-Шабаб» и «Ан-Наср», а также национальную сборную Саудовской Аравии. Участник чемпионата мира 1994 года.

## Клубная карьера
Во взрослом футболе дебютировал в 1987 году за клуб «Эд-Диръия», после чего 3 года спустя привлёк внимание клуба «Аш-Шабаб», за который выступал на протяжении следующих 11 лет. В составе команды стал обладателем многочисленных трофеев: трижды становился чемпионом страны в сезонах 1990/1991, 1991/1992 и 1992/1993, дважды становился обладателем Кубка наследного принца 1992/1993 и 1998/1999 и Клубного кубка чемпионов Персидского залива в сезонах 1993 и 1994.
В 2001 году покинул команду и перешёл в «Ан-Наср», где и завершил карьеру 3 года спустя.

## Карьера в сборной
5 сентября 1992 года дебютировал в официальных матчах в составе национальной сборной Саудовской Аравии на Кубке арабских наций 1992 года в игре против Кувейта (2:0). В течение карьеры в национальной команде, длившейся 8 лет, провёл в форме главной команды страны 31 матч, забив 2 гола.
Участник чемпионата мира 1994 года в США, где саудовцы довольно неожиданно преодолели групповой этап и прошли в плей-офф, но сам ад-Давуд на поле не выходил.
В составе сборной был также участником двух розыгрышей Кубка короля Фахда 1992 и 1995 года, однако выходил на поле лишь раз в матче против Мексики (0:2). В третий раз стал участником обновлённого турнира, Кубка Конфедераций, в 1999 году, где был игроком стартового состава и выходил на поле во всех матчах, кроме проигранного матча за третье место.

## Достижения
«Аш-Шабаб»
- Чемпионат Саудовской Аравии (3): 1990/1991, 1991/1992, 1992/1993
- Кубок наследного принца (2): 1992/1993, 1998/1999
- Клубный кубок чемпионов Персидского залива (2): 1993, 1994

Саудовская Аравия
- Серебряный призёр Кубка короля Фахда: 1992